# Isabelle Pilloud

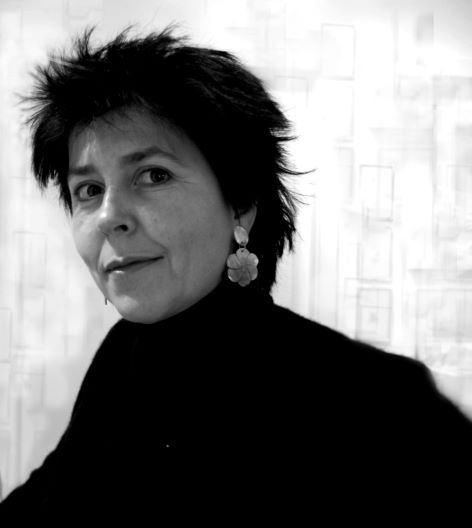
Isabelle Pilloud

Isabelle Pilloud (* 12. Juli 1963 in Freiburg im Üechtland) ist eine bildende Künstlerin aus der Schweiz. Zentral in ihrem Werk ist die condition féminine. Viele ihrer Arbeiten wollen Respekt, Bewunderung oder ein Andenken an bekannte, aber auch an ganz alltägliche Frauen vermitteln.

## Biografie
Isabelle Pilloud wuchs in Freiburg auf und besuchte 1979 bis 1984 das Kantonale Lehrerseminar in Freiburg. Sie erwarb 1986 bis 1990 bei René Guignard und Yves Voirol an der Universität Bern das Lehrdiplom für Bildnerisches Gestalten im höheren Lehramt. Von 1990 bis 2002 arbeitete sie mit Yves Voirol. Bis 1996 lebte sie in Freiburg und unterrichtete Bildnerisches Gestalten. Von 1996 bis 2007 lebte sie in Berlin, wo sie mit Stadtführungen ihr Brot verdiente. Seit 2007 lebt sie wieder in Freiburg/Schweiz. Regelmässig hält sie sich in Berlin auf. Neben der Malerei widmete sich Pilloud der Kunstvermittlung am Museum für Kunst und Geschichte Freiburg (MKGF) und unterrichtet Kunsterziehung.

## Werk

### Künstlerischer Ansatz
Isabelle Pilloud bevorzugt authentische Geschichten; sie beobachtet die Frauen um sich herum und versucht, ihre Situation, ihre Art zu verstehen. Ihre Arbeit begann zunächst mit Selbstporträts und Porträts anderer Frauen. Dann suchte sie die Frau ausserhalb ihres direkten Personenkreises: auf der Strasse, in Kneipen, auf Bahnhöfen. Sie fragt sich, was eine Frau vorwärts treibt, ob und wie es ihr gelingt, sich zu entfalten.
In der Reihe chaussures-portraits geht Pilloud davon aus, dass Kleider eine Hülle des Menschen sind, sie machen eine Wahl augenscheinlich, stellen Identität her. Diese Arbeiten porträtieren anhand ihrer Lieblingsschuhe Frauen. Gerade durch die Abwesenheit von Gesicht und Körper wird deutlich, dass es nicht um Schönheit, Jugend oder Attraktivität geht. In dieser ungewohnten Art Frauenportraits geht es um Bedürfnisse und Werte, die diese Bilder ausdrücken: abgenutzte Schuhe, die einen langen Weg hinter sich haben, sprechen für eine Frau mit Durchhaltevermögen, Stiefel für ihre Wehrhaftigkeit und Standfestigkeit, Tänzerschuhe für Freude, Bewegung und Freiheit, abgenutzte Schuhe von einer Frau, die viel gearbeitet hat und von ihrer Vergänglichkeit.
In einer anderen Serie lässt sich die Künstlerin ein auf Musliminnen, deren Kopftücher eine Geschichte der Tradition oder der Spannung und Zerrissenheit umhüllen. Die Figur des pars pro toto kehrt auch in den wehenden Frauenkleidern in Pillouds Werk wieder. Wie eine undeutliche Silhouette schwebt ein Frauenkleid auf einem vorgemusterten Hintergrund: Das schwebende Kleid im Vordergrund kontrastiert mit dem fixen, uniformen, statischen Hintergrund. Drang, Bewegung, Sehnsucht steht Ordnung, Tradition und Begrenztheit gegenüber. So funktioniert nach Walter Tschopp, Kunsthistoriker, die Bildstrategie von Pilloud: eine provozierende Konfrontation eines «Blocks» aus überliefertem Decor und einer «Flucht» im Weghuschen des Kleides der Heldin.
Auch Boxhandschuhe sind ein wiederkehrendes Motiv in Pillouds Arbeiten. Sie symbolisieren den Kampf der Frauen um ihre Anerkennung, ihre Rechte, um Gleichberechtigung. Dazu inspiriert hat sie die afghanische Boxerin Sadaf Rahimi im Film "Boxing for Freedom", die als erste boxende Frau Afghanistans zu Olympischen Spielen eingeladen wurde und für viele ein Vorbild darstellt.
Die Künstlerin nutzt für ihre Werke verschiedene Techniken und Materialien: Ölmalerei, Ölkreide und Tusche, Zeichnung, Grafik, Collage und Installation.

### Langzeitprojekt
Im Langzeitprojekt «HÉROÏNES», das vor mehreren Jahren begann, sammelt Pilloud Geschichten von Frauen aus der ganzen Welt. Zuerst waren es Frauen, welche für Pilloud Heldinnen darstellen. Später kamen Frauen hinzu, die vom Publikum als Heldinnen wahrgenommen werden und welche die Welt verbessern können. Darunter befinden sich beispielsweise Malala, die pakistanische Kinderrechtsaktivistin, Emmeline Pankhurst, die britische Frauenrechtlerin, Jeanne Mance, die französische Krankenpflegerin und Mitbegründerin von Montreal, Estela de Carlotto, die argentinische Kämpferin für die Aufklärung der Fälle von Entführungen und Morden während der Militärdiktatur, Niki de Saint Phalle, die weltbekannte Künstlerin, und auch viele unbekannte Mütter und Grossmütter. Vielen dieser Heldinnen begegnete Pilloud auf ihren Reisen. Die daraus entstandenen Werke wollen anregen zu Fragen zur Stellung der Frau in der Gesellschaft.
Auf einer Leinwand mit aufgestickten Umrisslinien der Kontinente haben Besucher Glasperlen in verschiedenen Farben angebracht. Jede Perle symbolisiert eine persönliche Heldin der Besucherin oder des Besuchers. In dieser Zusammenarbeit mit dem Publikum entwickelt sich als work in progress die Carte du monde des héroïnes. Mit dieser Weltkarte (oder einem Teil davon) machte Pilloud Halt in Buenos Aires, in Marrakesch und im Atlas (Marokko), in Japan, London und Kanada und in der Schweiz.
Ein Buch mit dem Titel HÉROÏNES mit 160 Illustrationen, Fotos und Beiträgen mehrerer Kunstexperten wurde zeitgleich mit der Ausstellung herausgegeben.
Loïse Bilat macht darauf aufmerksam, dass Pilloud am politischen Ereignis und an seiner politischen Dimension teilnimmt, die sie auf unbestimmte Zeit durch ihre Kraft, aufzurütteln, übersteigt. Die Bilder zeigen Frauen und ihre Gesellschaft, in der sie sich entwickeln: Von den Schuhportraits, beispielsweise der Revanche am Leben der Marie-Thérèse, die nach einer konfiszierten Kindheit stolz ihre Pumps präsentiert, bis zur Serie mit dem Titel Elles ont pris les armes («Sie griffen zu den Waffen»), wo der Eintritt der Frauen in den Kampf präzis im Netz der sie umgebenden Kräfteverhältnisse situiert ist.

### 1698/t-t – Eine Entfernung, zwei Territorien
1698/t-t lautet der Titel des Projekts, das Valeria Caflisch 2019 initiierte und an dem Pilloud beteiligt ist. Es ist eine künstlerische Auseinandersetzung von je vier Künstlern aus Caflischs Herkunftsort Catania in Sizilien und aus ihrer Wahlheimat Freiburg in der Schweiz. Der Titel dieses Projekts stellt die räumliche Distanz von 1698 km zwischen Freiburg und Catania und die künstlerische Begegnung zweier verschiedener Territorien (t-t) in kondensierter Form dar. Die Kunstschaffenden, die sich vorher nicht kannten, kamen in spielerischer Form in Kontakt und bildeten aufgrund eines Algorithmus Künstlerduos: je eine Person aus Freiburg und eine aus Catania: Ivo Vonlanthen et Gianluca Lombardo, Christiane Hamacher und Marcella Barone, Primula Bosshard und Alessandra Schilirò sowie Isabelle Pilloud und Francesco Balsamo. Während Aufenthalten in Freiburg und Catania arbeiteten die Duos jeweils gemeinsam.
Entstanden sind Werke, die den Prozess des Kennenlernens, der Annäherung und des Austausches dokumentieren. Das Künstlerduo Francesco Balsamo und Isabelle Pilloud entdeckte das gemeinsame Interesse an der Verortung der eigenen Herkunft. Sie fanden zu einer für beide neuen Technik mit einer Nähmaschine, strebten nicht nach Grossartigkeit oder Glanz, sondern benutzten gewöhnliche Materialien. Damit skizzierten sie in zarten Gebilden auf halb durchsichtiger Plastikfolie den Prozess ihrer gegenseitigen Verortung: den Eingang zur eigenen Wohnung. Die Tür als Symbol für den Auf- und Ausbruch, die Ankunft und Zuflucht, die Entfernung, das Loslassen und die Ent-fernung, das Abbauen des Fremden, den Empfang eines Gastes, die Rolle als Gastgeberin und als Gast, die genähten Umrisse als Spuren dessen, was trotz verrinnender Zeit stets sichtbar bleibt, eine Künstlerbluse, Pinsel, Brille – Identitätsmerkmale. Ein anderes Werk zeigt die Umrisse einer Alphütte, Utensilien des Ateliers verwoben mit persönlicher Erinnerung, die bewegte Horizontlinie alpiner Berge mit zackigem Verlauf entlang des Tannenwaldes und darüber die ruhige Horizontlinie des Ätna.
In Ergänzung zu diesen Werken entstand ein Buch (kein Ausstellungskatalog) mit vielen Fotos und Texten der Koordinatorin und künstlerischen Leiterin Valeria Caflisch, der beiden Kuratoren Valentina Barbagallo und Philippe Clerc, der Leitenden der jeweiligen Museen Denis Decrausaz (Museum Murten), Nadia Brodbeck (Fondazione Brodbeck) und Gianni Latino (Accademia di Belle Arti di Catania) und aus einer Aussenperspektive von Loïse Bilat (Dozentin für Kommunikation), Katja Kauer (Professorin für Literatur- und Kulturwissenschaft), Guido Nicolosi (Professor für Soziologie), Eliane Brügger Jecker (Psychotherapeutin) und Sibylle Omlin (Dozentin für Kunsttheorie).

## Ausstellungen (Auswahl)
- 22.10.-20.12.2022: 1698/t-t in der Fondazione Brodbeck, Catania, Italien (gemeinsam mit den vier Künstlerduos)
- 27.03.-29.05.2022: 1698/t-t im Museum Murten (gemeinsam mit den vier Künstlerduos)
- 2019–2020: Heroïnes – Heldinnen, Espace Jean-Tinguely–Niki-de-Saint-Phalle, Freiburg, 13. Dezember 2019 – 16. August 2020.[16]
- 2018: Museum für Kunst und Geschichte Freiburg (mit V. Caflisch und W. Klakla)
- 2018: Heldinnen-Weltkarte, ausgestellt in Kanada (Baie-Saint-Paul und Montréal)
- 2018: Héroïnes ausgestellt in Japan (Aizuwakamatsu)
- 2016: Musée de Charmey (mit P. Tornare und C. Zumkeller)
- 2016: Carte du monde des héroïnes im EspaceFemmes und am Internationalen Filmfestival Freiburg (FiFF)
- 2016: Héroines ausgestellt im Centro Cultural Conti, Buenos Aires
- 2016: Héroines, ausgestellt in Studios 330, London
- 2015: Projektraum 54 Basel (mit Visarte, Basel)
- 2012: Caféresto-Galérie Le Tunnel, Freiburg
- 2011: Expo visarte im Nuithonie, Villars-sur-Glâne (mit M.Jordan, Hafis Bertschinger und C. Dupré)
- 2011: „48 Stunden Neukölln“, Kunst- und Kulturfestival Berlin (mit M. Zegrer)

## Auszeichnungen und Stipendien
- 2016: Mobilitätspreis 2016/2017 des Kantons Freiburg[17]
- 2002–2007: Berliner Atelier via Berufsverband Bildender Künstler*innen Berlin e. V.

## Presse (Auswahl)
- Valentina Barbagallo, Loïse Bilat, Nadia Brodbeck, Eliane Brügger, Valeria Caflisch, Philippe Clerc, Denis Decrausaz, Katja Kauer, Gianni Latino, Guido Nicolosi, Sibylle Omlin: 1698/t-t. Une distance, deux terres. Un projet artistique entre la Suisse et l'Italie = 1698/t-t. Una distanza, due terre. Un progetto d'arte tra Svizzera e Italia. = 1698/t-t. Eine Entfernung, zwei Länder. Ein Kunstprojekt zwischen der Schweiz und Italien, Edition Faim de Siècle und AnimaMundi edizioni, Fribourg und Otranto (Le), 2022, (deutsch, französisch, italienisch)
- Isabelle Pilloud: Héroïnes. Texte von Loïse Bilat, Walter Tschopp, Charly Veuthey. Erschienen zur Ausstellung «Héroines» im Espace Jean Tinguely-Niki de Saint Phalle (13.12.2019– 16.08.2020). Editions Faim de Siècle, 2019. ISBN 978-2-940422-83-8 (französisch, englisch)
- Carole Schneuwly: Eine Künstlerin und ihre Heldinnen. In: Freiburger Nachrichten, 11. Dezember 2019
- Yann Guerchanik: Femmes et artistes, la preuve par trois. Aus: La Gruyère, 10. Dezember 2016, S. 3
- La Cafète RadioFribourg, 17. Februar 2020 (Gespräch mit Isabelle Pilloud; auf Französisch)
- «Héroïnes», l’exposition qui porte haut la voix des femmes opprimées. RTS culture, 7. Januar 2020 (französisch)